# حفل توزيع جوائز الأوسكار الثاني عشر
حفل توزيع جوائز الأوسكار الثاني عشر (بالإنجليزية: 12th Academy Awards)‏ هو حدث نظمته أكاديمية فنون وعلوم الصور المتحركة لتكريم أفضل الأفلام لسنة 1939. أقيم الحفل بتاريخ 29 فبراير، 1940 في كوكونت غروف، فندق ذا إمباستور، لوس أنجلوس، كاليفورنيا، وقدّمه بوب هوب. في هذه الدورة، فاز فيلم ذهب مع الريح بجائزة أفضل فيلم، وحاز الممثّل روبرت دونات على جائزة أفضل ممثّل، ونالت الممثلة فيفيان لي جائزة أفضل ممثّلةٍ، وكانت جائزة الأوسكار لأفضل مخرج من نصيب المخرج فيكتور فليمينغ.
أكثر الأفلام ترشيحاً للحصول على جوائز كان فيلم ذهب مع الريح حيث تلقّى 13 ترشيحاً، وكان كذلك أكثرها فوزاً حيث فاز بـ 10 جوائز.

## الجوائز
- جائزة أفضل فيلم:

ذهب مع الريح
- جائزة أفضل مخرج:

فيكتور فليمينغ
- جائزة أفضل ممثّل:

روبرت دونات
- جائزة أفضل ممثّلة:

فيفيان لي
- جائزة أفضل ممثّل مساعد:

توماس ميتشل
- جائزة أفضل ممثّلة مساعدة:

هاتي ماكدانيال
- جائزة أفضل سيناريو مقتبس:

ذهب مع الريح
- جائزة أفضل موسيقى تصويريّة:

عربة الجياد - ساحر أوز
- جائزة أفضل تأثيرات بصريّة:

جاءت الأمطار
- جائزة أفضل خلط أصوات:

عندما يأتي الغد - يونيفرسل ستوديوز

## وصلات خارجية
- حفل توزيع جوائز الأوسكار الثاني عشر على موقع IMDb (الإنجليزية)
- حفل توزيع جوائز الأوسكار الثاني عشر على موقع ميوزك برينز (الإنجليزية)
- الموقع الرسمي لجوائز الأكاديمية.
- الموقع الرسمي لأكاديمية فنون وعلوم الصور المتحركة.
- قناة جوائز الأوسكار على موقع يوتيوب (تُديره أكاديمية فنون وعلوم الصور المتحركة).
- مقتطفات فيديو من أكاديمية فنون وعلوم الصور المتحركة.